# 阿拉罗 (巴利阿里群岛)
阿拉罗（西班牙语）是西班牙巴利阿里群岛的一个市镇。总面积46平方公里，总人口4050人（2001年），人口密度88人/平方公里。